# 近畿の有価証券報告書提出会社一覧
近畿の有価証券報告書提出会社一覧（きんきのゆうかしょうけんほうこくしょていしゅつがいしゃいちらん）は、近畿財務局に有価証券報告書を提出している企業の一覧である。
上場している企業については記述しない。Eではじまるコードは、EDINETコードである。 

## 京都府
- 日本観光ゴルフ - E04637

## 大阪府
- 小泉産業 - E02596
- 竹中工務店 - E00169
- ナリス化粧品 - E01021
- 和光純薬工業 - E00966
- 朝日新聞社 - E00718
- 関西国際空港土地保有 - E04351
- 池田泉州銀行 - E03579
- 新日本海フェリー - E04262
- 関西高速鉄道 - E04146
- KISCO - E02590
- 小泉 - E02556
- 千寿製薬 - E00965
- りそな銀行 - E03538
- エース証券 - E03786
- 旭精工 - E01606
- 西日本建設業保証 - E03837
- 藤木工務店 - E00253
- 西日本高速道路 - E04374
- 阪神高速道路 - E04372
- サントリーホールディングス - E22559
- 安芸ゴルフ倶楽部 - E26965
- 新関西国際空港 - E27012
- ライオン事務器 - E02604
- 野村貿易 - E32448
- 大阪印刷インキ製造 - E30909
- チッソ - E00753

## 兵庫県
- 大和製衡 - E02290
- 但馬銀行 - E03600
- 山陽開発 - E04699
- 大松産業 - E04733
- 神戸新聞社 - E00698
- サイプレスクラブ - E04730
- 花屋敷ゴルフ倶楽部 - E04635
- 小野観光開発 - E04752
- 有馬冨士開発 - E04741
- 関西ゴルフ倶楽部 - E25811

## 奈良県
- 奈良交通 - E04170
- 奈良ゴルフ場 - E04611
- オークモントゴルフクラブ - E04720
- 秋津原 - E20810